# George Robertson (Schwimmer)
George Gladstone Robertson (* 14. Oktober 1900 in Shanghai, Kaiserreich China; † 10. August 1976) war ein britischer Schwimmer.

## Karriere
Robertson wurde 1900 in Shanghai geboren. Nach dem Tod seines Vaters im Jahr 1904 kehrte die Familie nach Schottland zurück. Dort besuchte er die Hutcheson’s Grammar School in Glasgow. 1920 nahm er an den Olympischen Spielen in Antwerpen teil. Hier schied er in den Wettbewerben über 100 m Rücken, 200 m Brust und 400 m Brust jeweils im Vorlauf aus. Auf nationaler Ebene sicherte er sich einen schottischen Meistertitel über 200 Yards Brust.
Neben seiner sportlichen Karriere besuchte er die University of Glasgow, von der er einen Abschluss in Medizin erhielt. Anschließend praktizierte er 47 Jahre in den Gorbals. 1943 kehrte er für einen Master-Abschluss an die Universität in Glasgow zurück. Seine Arbeit Rejection of Dyspepsia wurde 1953 in The Lancet veröffentlicht. Im Jahr 1970 erschien das Buch Gorbals Doctor in Zusammenarbeit mit dem Autor Roderick Grant, welches die Arbeit von Robertson als Mediziner porträtiert.